# Joe Schleimer
Joseph Schleimer, detto Joe (Mississauga, 31 maggio 1909 – Mississauga, 23 novembre 1988), è stato un lottatore canadese, specializzato nella lotta libera.

## Palmarès

### Olimpiadi
- Bronzo a Berlino 1936 nei pesi welter.

### Giochi dell'Impero Britannico
- Oro a Londra 1934 nei pesi welter.